# جايسون سميث (لاعب كرة قاعدة)
جايسون سميث (بالإنجليزية: Jason Smith)‏ هو لاعب كرة قاعدة أمريكي، ولد في 24 يوليو 1977 في ميريديان في الولايات المتحدة.

## وصلات خارجية
- جايسون سميث على موقع دوري كرة القاعدة الرئيسي (الإنجليزية)
- جايسون سميث على موقعبيزبول رفرنس.كوم (الدوري الرئيسي) (الإنجليزية)
- جايسون سميث على موقعبيزبول رفرنس.كوم (الدوري الثانوي) (الإنجليزية)